# Рыженко, Сергей Ильич
Серге́й Ильи́ч Рыже́нко (10 сентября 1956, Севастополь) — советский и российский рок-музыкант, создатель первого в Москве панк-шоу-ансамбля «Футбол». Участвовал во многих группах, среди которых «Последний шанс», «Машина времени», «DDT», «Браво», «Вежливый отказ». Принимал участие в студийных записях групп «Аквариум», «Алиса», «Звуки Му».

## Биография
Сергей родился в Севастополе. Обучаться игре на скрипке начал в возрасте 7 лет, там же.  
В 1972 году поступил в Одесскую консерваторию. Позже, приехав в Москву, учился в училище имени Гнесиных, куда был зачислен на 4-й курс.
Весной 1976 года познакомился с участниками «Последнего шанса» — группы, образованной осенью 1975 года. Записал с ними фонограмму для передачи «Очевидное — невероятное» и в мае 1977 года стал полноправным членом команды. В это время он был студентом уже Гнесинского института. Через два года был исключён из института и попал в сложную ситуацию, оставаясь в группе, которая переживала внутренний конфликт.
В декабре 1980 года в ДК «Содружество» Рыженко заметил команду под названием «Рождественский дождь», из которого рождался новый ансамбль — «Колесо». Рыженко переквалифицировался в гитариста.
В мае 1981 Рыженко вернулся в «Последний шанс». В мае 1982 года «Колесо» был приглашен выступать на ТВ в телепрограмме «Весёлые ребята». Вместо распавшейся группы Рыженко собрал команду с несколько изменённым составом и новым названием «Футбол». Ансамбль в июне записал одноимённый альбом.
В начале 1981 года на квартире у Рыженко прошёл первый московский квартирник В. Цоя и А. Рыбина. В начале 1982 года Сергей Рыженко с музыкантами «Последнего шанса» участвовал в записи альбома группы «Гарин и Гиперболоиды» (А. Рыбин и В. Цой).
В июле 1982 года Рыженко поступил в штат группы «Машина времени». Спустя год он ушёл из «Машины». Тогда же началась его работа студийного музыканта с разными коллективами. С 1983 года вместе с Алексеем Рыбиным продолжал сочинять песни под вывеской «Футбол». В 1984 году группа распалась. Рыженко ушёл в сольную деятельность, принимая участие как скрипач в записи альбома «Москва. Жара» Юрия Шевчука и «Время» группы «ДДТ» (в 1994—1997 он принял участие в записи ещё двух альбомов «ДДТ» — «Это всё» и «Рождённый в СССР»). Регулярно выступал с «ДДТ» на концертах. 
В конце 1984 года вернулся в группу «Последний шанс» и остался в ней до 1986 года. В 1986 году снялся в роли самого себя в фильме «Асса», где также исполнял все вокальные партии песен героя Сергея Бугаева. Вскоре был выпущен виниловый диск, на котором присутствовали все звучавшие в кино песни, но в исполнении оригинальных авторов. На переизданном позже компакт-диске в качестве бонус-треков представлены и версии из фильма в исполнении Рыженко.

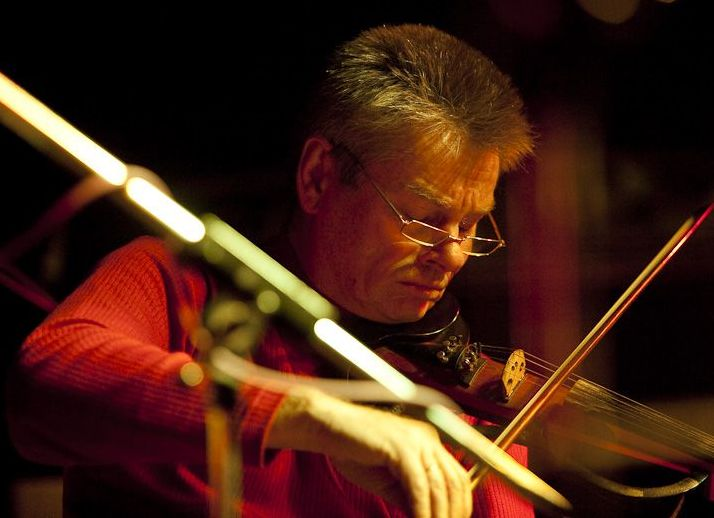
2009 год

В 1987 году предпринял попытку возродить группу «Футбол». В конце 1980-х — начале 1990-х появился с аккомпанирующей ему командой «Братья Карамазовы». В 1995 году реанимировал «Футбол», добавив «з» к окончанию. Группа долго не просуществовала, и Рыженко вновь ушёл в сольную деятельность.
Выступает с группой «Последний шанс», переименованной в «Предпоследний шанс», в которой на тот момент только Владимир Щукин (гитара) и Рыженко.
В 2007 году принял участие в записи альбома «Маскарад» старшей дочери Марии Збандут (актриса, автор-исполнитель), выступающей под псевдонимом MARY. В 2015 году принял участие в записи ещё одного её альбома.
С января 2006 года участник группы «Вежливый отказ»
С 2002 года поёт в церковном хоре.
Женат, супруга Оксана, в семье пятеро детей. А так же отец Марии Збандут, певицы и актрисы. 

## Дискография

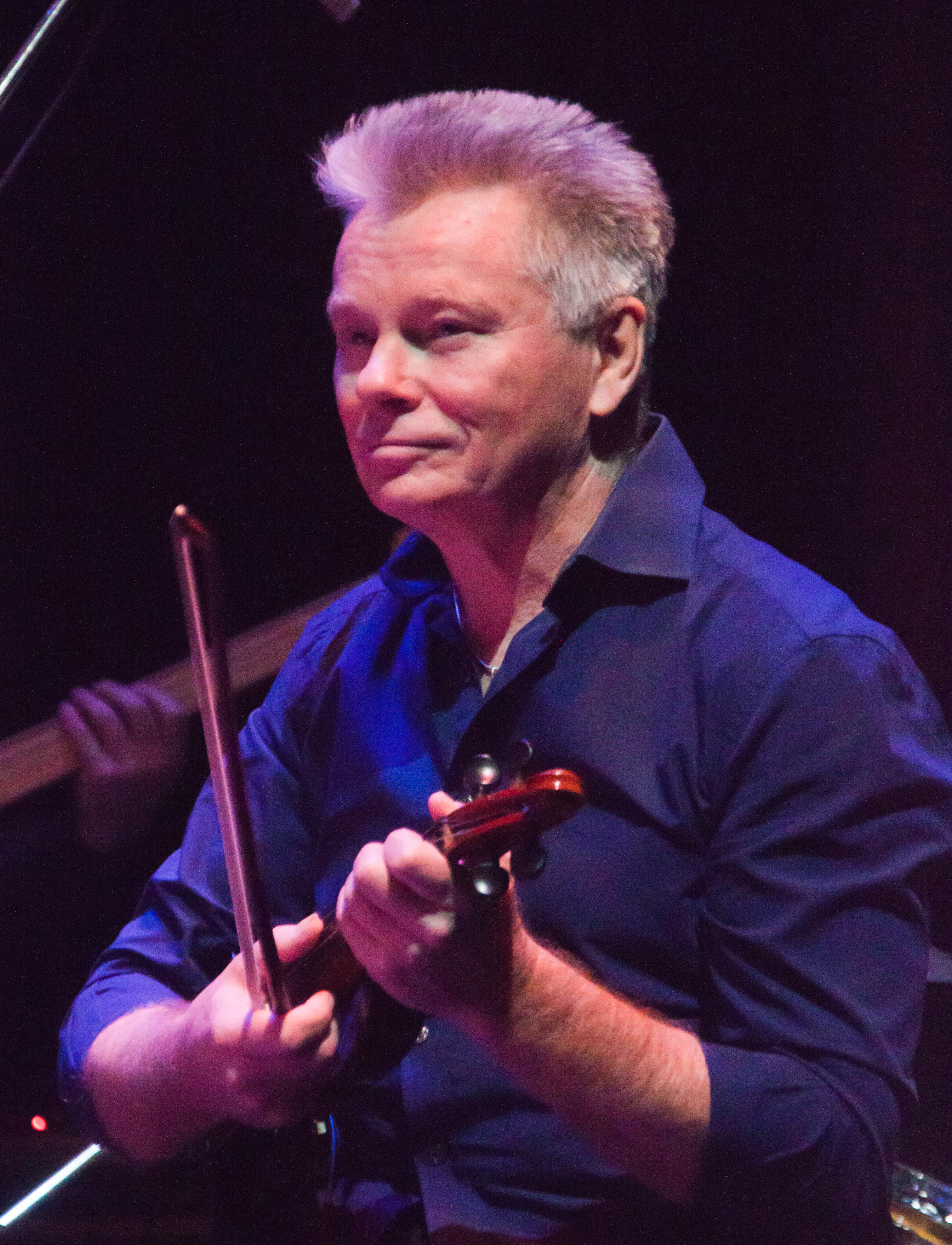
Презентация альбома «Опера-86» в ЦДХ, 2019 год

### Студийные альбомы
- с группой «Футбол»:
«Футбол» (1982)
- с Андреем Макаревичем:
«Песни под гитару» (1985)
- с группой «Машина Времени»:
«Был на концертах», участвовал в записи одного концертно-студийного альбома «Я сюда ещё вернусь».
- с группой «Последний шанс»:
«Последний шанс» (1989)
- с группой «Вежливый отказ»:
«Вежливый отказ» (1989)
«Гуси-Лебеди» (2010)
- с группой «Лолита»:
«Печальный уличный блюз» (1990)
- с группой «Алиса»:
«Jazz» (1996)
- с группой «ДДТ»:
«Время» (1985)
«Это все…» (1994)
«Рождённый в СССР» (1997)
«Галя ходи» (2018)
- с группой «Черный хлеб»:
«Тик» (2001)
- с Андреем Бильжо и группой Последний шанс":
«Маленькие Московские трагедии» (2001)
- с группой «Sapgir band»:
«Dreams And Reality» (2007)
- с Марией Збандут
«Mary маскарад» (2007)

### Концертные альбомы
- с Юрием Шевчуком:
«Москва. Жара» (1985)
- с группой «Гарин и гиперболоиды»
«Первые записи» (2004)
- Сергей Рыженко — 50.
«Концерт в Севастополе» (2006)
- с группой «Вежливый отказ»:
«КОНЧЕРТО / МХАТ - 24 МАРТА 2006 г.» (2007)